# Wilhelm Mohnke
Wilhelm Mohnke (ur. 15 marca 1911 w Lubece, zm. 6 sierpnia 2001 w Hamburgu) – niemiecki wojskowy i handlowiec, SS-Brigadeführer, generał major Waffen-SS, dowódca 1 Dywizji Pancernej SS i obrony dzielnicy rządowej podczas bitwy o Berlin, zbrodniarz wojenny. Uczestnik II wojny światowej.

## Życiorys
W latach 1926–1929 pracował w firmie handlowej. W 1931 wstąpił do SS – numer legitymacji SS to 15 541. W czasie II wojny światowej walczył na frontach Europy; m.in. brał udział w napaści na Polskę (został za to dwukrotnie odznaczony – patrz poniżej). W czasie kampanii bałkańskiej ciężko ranny. Następnie został dowódcą 1 Dywizji Pancernej SS „Leibstandarte SS Adolf Hitler”. 22 kwietnia 1945 został mianowany dowódcą obrony dzielnicy rządowej w Berlinie. 1 maja 1945, po śmierci Adolfa Hitlera, próbował uciec z oblężonej stolicy III Rzeszy, lecz został ujęty przez żołnierzy Armii Czerwonej i wzięty do niewoli. Przebywał w niej do 10 października 1955, po czym powrócił do Niemiec, gdzie zajmował się m.in. sprzedażą samochodów. Zmarł w Rahlstedt – północno-wschodniej dzielnicy Hamburga.

### Zbrodnie wojenne
W czasie kampanii francuskiej rozkazał zamordować ponad 100 w większości brytyjskich jeńców. W czasie bitwy o Caen w 1944 z jego rozkazu rozstrzelano 38 kanadyjskich jeńców. Uniknął odpowiedzialności za swoje zbrodnie.

## Odznaczenia i medale wojskowe (chronologicznie)
- Krzyż Żelazny II klasy – 21 września 1939
- Krzyż Żelazny I klasy – 8 listopada 1939
- Czarna Odznaka za Rany – 10 lutego 1940
- Szturmowa Odznaka Piechoty w Srebrze – 3 października 1940
- Wojenny Krzyż Zasługi z Mieczami – 3 października 1940
- Srebrna Odznaka za Rany – 15 września 1941
- Krzyż Niemiecki w Złocie – 26 grudnia 1941
- Krzyż Rycerski Żelaznego Krzyża – 11 lipca 1944
- Order Waleczności IV klasy[2]